# Homicide de Kathryn Steinle
Pour les articles homonymes, voir Steinle.
 (mai 2018).
Le 1er juillet 2015, Kathryn Steinle a été abattue à l'âge de 32 ans par un immigrant illégal nommé Juan Francisco Lopez-Sanchez. Lopez-Sanchez a utilisé une arme de poing de calibre 40. Il a fait feu sur le Pier 14 situé le long de l'Embarcadero à San Francisco, en Californie. La balle a ricoché sur le trottoir, puis frappé Kathryn Steinle dans le dos, la faisant mourir deux heures plus tard à l'hôpital. Lopez-Sanchez, un ressortissant mexicain, a été arrêté et accusé pour meurtre.
L'homicide a suscité controverse et débat politique sur San Francisco et son statut de ville sanctuaire. Donald Trump, alors qu'il est encore candidat à la présidentielle, cite l'affaire Lopez-Sanchez afin d'appuyer sa proposition visant à expulser les sans-papiers vivant aux États-Unis.
L'homicide ainsi que d'autres crimes violents commis par des immigrants illégaux a servi d'impulsion pour créer l'association Victims of Immigration Crime Engagement, une association pour les victimes des crimes commis par des immigrés clandestins.

## Homicide
Le 1er juillet 2015 à 18h30, Francisco Sanchez tire trois coups d'un Sig-Sauer P226 .40 S&W au Pier 14, une zone touristique de l'Embarcadero. Une des balles atteint Steinle au dos et traverse son aorte. Elle s'effondre sur le trottoir en appelant à l'aide son père, Jim, qui l'accompagnait le long de la jetée. Jim a tenté une réanimation (RCP) avant que les secours n'arrivent et l'emmènent à San Francisco General Hospital où elle décède deux heures plus tard.
Sanchez est arrêté environ une heure après l'homicide à Pier 40, un peu plus au sud de Pier 14. Les plongeurs de la police trouvent l'arme du crime vers Pier 14 le jour d'après,,. À la suite de son arrestation, Sanchez est incarcéré à la prison du comté de San Francisco pour suspicion de meurtre,.
L'arme utilisée par Sanchez a été volée dans le centre-ville de San Francisco dans le véhicule personnel d'un officier du Bureau of Land Management le 27 juin 2015, selon le Bureau of Land Management. La fenêtre de la voiture aurait été cassée afin d'atteindre l'arme,.

## Victime
Kathryn Michelle "Kate" Steinle (13 décembre 1982 - 1er juillet 2015) était originaire de Pleasanton, Californie, elle était diplômée de la Amador Valley High School et possèdait un diplôme en communication de l'Université d'État polytechnique de Californie, San Luis Obispo,. Elle travaillait chez Medtronic à San Francisco et habitait à Beale Street, à proximité de Pier 14, le lieu du crime,. Ses funérailles ont eu lieu à Pleasanton dans une cave à vin le 9 juillet 2015.

## Assassin
Juan Francisco Lopez-Sanchez (ou Francisco Sanchez) est originaire de Guanajuato au Mexique et a été expulsé des États-Unis d’Amérique cinq fois, la dernière fois en 2009. Il était en période de probation au Texas au moment de l'homicide. Il possédait un total de sept condamnations pour crime. Lorsqu’il a été arrêté, Sanchez avait 45 ans, mais il avait 52 ans selon son dossier de prison.
Sanchez est arrivé aux États-Unis d'Amériques quelque temps avant 1991, l'année pendant laquelle il a été arrêté pour possession de drogue en Arizona. En 1993, il s'est fait arrêter trois fois dans l'État de Washington pour possession d'héroïne et création de narcotiques. À la suite d'une autre arrestation et d'une peine de prison en Oregon, le Service d'Immigration et de Naturalisation des États-Unis (U.S. Immigration and Naturalization Service ou INS) expulse Sanchez en juin 1994. Cependant, Sanchez retourne aux États-Unis dans les deux ans qui suivent et se fait à nouveau arrêter pour possession d'héroïne dans l'État de Washington. Il est expulsé du pays pour la deuxième fois en 1997.
Le 2 février 1998, Sanchez est expulsé pour la troisième fois après être rentrer aux États-Unis par l'Arizona. La United States Border Patrol l'arrête six jours après à une frontière et la cour fédérale le sanctionne de cinq ans et trois mois en prison fédérale pour être entré dans le pays de manière illégale. Le Service de l'Immigration et des douanes (U.S. Immigration and Customs Enforcement ou ICE) anciennement l'INS, expulse Sanchez en 2003 pour la quatrième fois. Cependant, il retourne aux États-Unis par la frontière texane et écope d'une cinquième peine de prison fédérale en juin 2009.
Trois mois après sa cinquième expulsion, Sanchez est arrêté à la frontière à Eagle Pass (Texas). Il plaide coupable; au moment du verdict, une cour fédérale demande que Sanchez soit placé dans un établissement médical fédéral au plus tôt.
Le 26 mars 2015, à la demande du Département du Shérif de San Francisco (San Francisco Sheriff's Department), le Bureau fédéral des prisons (Federal Bureau of Prisons ou BOP) amène Sanchez aux autorités de San Francisco pour une affaire de drogue non encore réglée. L'ICE délivre alors un mandat pour garder Sanchez en détention jusqu'à ce que des agents de l'immigration viennent le chercher. Comme San Francisco est une ville sanctuaire, cela limite la coopération avec l'ICE seulement dans les cas où il y a des charges actives contre l'immigrant. Ainsi San Francisco s'est permis de relâcher Sanchez outre le mandat de l'ICE puisqu'ils n'ont trouvé aucun mandat d'arrêt actif le concernant. Le 26 mars 2015, les autorités de San Francisco transportent Sanchez à la prison du comté de San Francisco afin qu'il écope une peine de 20 ans pour vente et possession de marijuana lorsqu'il aura terminé sa peine de prison en cours dans le Comté de San Bernardino pour être entré dans le pays de manière illégale. Il est libéré de la prison du comté de San Francisco le 15 avril 2015 puisqu'il n'y avait aucun mandat contre lui, comme l'a confirmé le Département du Shérif de San Francisco.

## Procédure judiciaire
Sanchez a été accusé pour meurtre au premier degré et possession illégale de narcotiques le 6 juillet 2015. Sanchez a confié à KGO-TV qu'il avait bien commis le crime mais il affirme qu'il avait trouvé l'arme sur un banc enroulée dans un t-shirt après avoir avalé des somnifères qu'il aurait trouvé dans une poubelle. Il a d'abord avoué qu'il visait des otaries, sa deuxième version est qu'il a tiré un coup par mégarde en ramassant le paquet contenant l'arme,. Il plaide non coupable et reste en détention avec une caution de 5 millions de dollars. L'avocat de Sanchez, Matt Gonzalez, déclare que l'origine du tir était probablement accidentelle.
Le 28 juillet 2015, les procureurs ont déposé une accusation supplémentaire contre Sanchez: être un criminel en possession d'une arme à feu. Le 4 septembre de la même année, le juge de la cour supérieure de San Francisco Brendan Conroy déclare qu'il y a assez de preuves pour juger Sanchez. D'abord accusé pour meurtre au premier degré, il va être jugé pour meurtre au second degré. Dans le cas où il est coupable de l'accusation de meurtre au second degré, d'être un criminel en possession d'une arme et d'utilisation d'arme à feu, Sanchez risque la prison à vie sans pouvoir faire appel pendant 45 ans. Un jury peut également décider s'il est coupable ou non d'homicide involontaire,.
En août 2016, un juge fixe le jugement au 3 décembre 2016. L'avocat de Sanchez affirme qu'il n'y a eu aucune discussion au sujet d'une négociation de peine. Cependant, la date de jugement a été reportée. Sanchez retournera à la cour le 14 juillet 2017 afin de fixer une nouvelle date de jugement.
Il a été acquitté des accusations de meurtre, d'homicide involontaire coupable et d'agression avec une arme mortelle et n'a été reconnu coupable que de la moindre accusation d'être un criminel en possession d'une arme à feu et a été condamné à trois ans de prison.
Début 2020, Alison Cordova, une avocate des parents de Steinle, a déclaré qu'ils feraient appel de la décision.

### Enquête
L'arme utilisée lors de l'homicide est en effet la même qui a été volée dans la voiture d'un policier fédéral selon les techniciens du laboratoire de sciences forensiques. Le pistolet de calibre .40 avait été dérobé du véhicule personnel d'un officier du Bureau of Land Management le 27 juin 2015 dans le centre-ville de San Francisco. L'officier était à San Francisco pour un voyage d'affaire officiel du gouvernement. L'officier a immédiatement déclaré le vol à la police de San Francisco ainsi qu'au centre national d'information sur la criminalité du FBI. La police émet alors une alerte au crime à l'échelle de la ville mais n'a pas appelé les techniciens en sciences forensiques.
Le 10 juillet 2015, le shérif du comté de San Francisco Ross Mirkarimi affirme durant une conférence de presse que les autorités fédérales n'ont pas fourni de base légale afin de détenir Sanchez et que le Département du Shérif n'a fait que suivre la procédure et les lois locales en relachant Sanchez après que son mandat d'arrêt vieux d'un an pour détention de marijuana ait été révoqué. Cependant, l'ICE avait demandé que le Département du Shérif de San Francisco maintienne Sanchez en détention provisoire jusqu'à ce que les autorités fédérales viennent le chercher pour l'expulser.
Selon les experts en balistique, le tir est parti par erreur et a ricoché contre le trottoir avant de continuer sa trajectoire sur encore une trentaine de mètres pour finalement toucher Steinle. Sanchez a avoué avoir tiré trois coups.

### Procès
En septembre 2015, la famille Steinle annonçait son intention de poursuivre un procès à l'encontre de la ville de San Francisco, de l'ICE et du Bureau of Land Management pour leur complicité dans le meurtre de leur fille par négligence. Le 7 janvier 2017, le juge Joseph C. Spero refuse l'appel de la famille contre San Francisco et l'ancien Shérif Ross Mirkarimi. Le magistrat refuse aussi leur appel contre l'ICE mais laisse le procès s'engager contre le Bureau of Land Management pour négligence,.

## Réactions
L'homicide a suscité des critiques et des débats au sujet de la politique de ville sanctuaire de San Francisco dont le but est de renforcer la sécurité en refusant aux fonctionnaires locaux de remettre en question le statut d'un immigrant, permettant aux victimes immigrées de signaler un crime sans la crainte d'être expulsées. Plusieurs candidats républicains à la présidentielle dont Donald Trump et Jeb Bush ont contesté la politique d'immigration de ces villes sanctuaires en prenant pour exemple la mort de Steinle et en promouvant la construction d'un mur entre les États-Unis d'Amérique et le Mexique,. Le porte-parole de la Maison-Blanche Josh Earnest a déclaré que les États-Unis seraient plus sûrs si les législateurs républicains avaient approuvé la réforme de l'immigration soutenue par le président Barack Obama.
La candidate à la présidentielle américaine 2016 Hillary Clinton rejoint le point de vue de la sénatrice de Californie et ancienne maire de San Francisco Dianne Feinstein en condamnant la politique menée à San Francisco qui a conduit à la mort de Steinle. Clinton a déclaré: "La ville a commis l'erreur de ne pas déporter quelqu'un que le gouvernement fédéral a profondément senti qu'il fallait expulser... Je n'ai donc absolument aucun soutien pour une ville qui ignore des preuves solides qui devraient être prises en compte."

### Réactions locales
Le shérif du comté de San Francisco Ross Mirkarimi a été critiqué par des groupes d'activistes anti-immigration, parmi eux Californians for Population Stabilization (CAPS) ainsi que divers politiciens dont le maire de San Francisco Ed Lee et la sénatrice Dianne Feinstein pour avoir libéré Sanchezz. Lee a déclaré que l'ordonnance de ville sanctuaire autorise le shérif de coopérer avec l'ICE. Lors d'une conférence de presse tenue le 10 juillet 2015, Mirkarimi a accusé les responsables de la prison et de l'ICE pour la série d'événements qui ont mené à la libération de Sanchez,,.

### S.2193 - Kate's Law
En réponse à la controverse, Matt Salmon rédige Kate's Law (H.R. 3011, The Establishing Mandatory Minimums for Illegal Reentry Act of 2015), une loi qui augmente significativement les pénalités pour les criminels condamnés et expulsés qui rentrent illégalement aux États-Unis. Aucun vote n'a eu lieu. Cependant, en juillet 2015, la Chambre a adopté un autre projet de loi connexe souvent confondu avec Kate's Law (Enforce the Law for Sanctuary Cities Act).
En juillet 2016, une version du Sénat de Kate's Law a été adoptée principalement par les républicains du Sénat à 55-42, mais a été bloquée sans supermajorité pour empêcher l'obstruction parlementaire,. Le Sénat a également voté un projet de loi souvent confondu avec Kate's Law (S.3100 - Stop Dangerous Sanctuary Cities Act). Le projet est passé à 53-44 mais a subi une obstruction parlementaire. Bob Goodlatte réintroduit Kate's Law à la Chambre le 23 juin 2017, laquelle est passée devant le Sénat le 29 juin 2017,.